# 佐藤誠純
佐藤 誠純（さとう ますみ、1995年1月26日 - ）は日本の女優である。福島県相馬市出身。大和プロ所属。

## 人物
- 身長160cm。A型。
- 県立高校卒業後に上京し、専門学校東京アナウンス学院に2年間通う。その後、円演劇研究所を卒業し、大和プロに所属。そして2016年12月に女優デビューした。
- 趣味は旅行、イラスト、謎解き、ゲーム。
- 好きな食べ物は梨、しゃぶしゃぶ。
- 実家で犬を飼っている。犬種はわからないらしい。
- 小学生の頃、水泳を習っていた時に深いプールで水中ジャンプをしようとしたところ、溺れていると思われて監視員さんに保護された事がある。
- 海外に一人旅しようとしたが、母が心配して父もついてくる事になった。
- 2020年110番の日福島県警察「一日通信指令室長」として警察本部や福島駅で広報活動に参加した。

## CM・広告
- 福島県警察警察カレンダーモデル2020年度版
- 山崎帝國堂「毒掃丸」BSインフォマーシャル　娘役　2019年11月
- CM リアル脱出ゲーム×ペルソナ5「東京ミステリーパレスからの脱出」怪盗役主力メンバー　2019年9月
- Web JCB LINDA「アルビダホテル青山」LINDAガール　2019年7月
- スチール 私学事業団「特定健診ブック・令和元年号」表紙看護師モデル　2019年6月
- Web動画 ニチレキ「未知に挑み「道」を創る」主力の若手社員役　2019年6月
- Web動画すかいらーく ガスト「インスタストーリー」クリスマス客役　2018年12月

## Webドラマ
- 「学習院女子大・劣等感に縛られたネガティブ女子絵里編」主人公絵里役　2018年4月

## TVドラマ
- NHK BS時代劇「赤ひげ」5話 娼婦役　2017年12月
- NHK特集「眩」遊女役　2017年9月

## 映画
- 草場尚也監督 長編「スーパーミキンコリニスタ」女子高生役　2019年6月

## VP
- 日本ベーリンガーインゲルハイム「医薬品紹介映像」医師役　2019年9月
- KDDI セコム「AI・スマートドローン実証実験」映像　ひったくり被害者役　2019年8月
- ステラタウン大宮「新人研修ビデオ」店員役　2019年4月
- リクルート「社内研修ビデオ」リポーター役　2018年4月

## 舞台
- レティクル東京座「アイドル♂怪盗レオノワール」 シンシャ役　2017年2月
- ゆめまち劇場「モンブラン」劇団員役　2017年3月
- レティクル東京座「皇宮陰陽師アノハ」レキ役　2017年9月
- ヅカ★ガール「セイレムの焔」リリー役　2018年10月